# Brackish
«Brackish» —en español: «Salobre»— es una canción de la banda canadiense de metal alternativo Kittie. Fue el primer sencillo de su álbum debut Spit, siendo además la canción más reconocida de la banda. Llegó a ingresar en las listas musicales del Reino Unido, ubicándose en la posición #46. Fue producido por Garth Richardson y la programación y diversos loops que se escuchan en la canción, están a cargo de DJ Dave.

## Video musical
El video fue dirigido por Candave Corelli y Juli Berg y producido por Laurel Harris y Michael Santorelli. Muestra a la banda realizando una presentación en directo con algunas escenas del público.

## Lista de canciones
Reino Unido — Sencillo en CD
1. «Brackish» – 3:06
2. «Da Shit Ya Can't Fuc Wit» – 2:16
3. «Charlotte» (Alternate Mellow Version) – 3:53

## Posicionamiento en listas
| Lista (2000)                   | Mejor posición |
| ------------------------------ | -------------- |
| Reino Unido (UK Singles Chart) | 46             |